# Марк Ліциній Красс (консул 30 року до н. е.)
Марк Ліциній Красс (64 — після 27 р. до н. е.) — політичний та військовий діяч Римської республіки, консул 30 року до н. е.

## Життєпис
Походив з впливового роду Ліциніїв. Син Марка Ліцинія Красса, квестора 54 року до н. е.., та Цецилії Метелли.
У 43—39 роках до н. е. Красс перебував на Сицилії в армії Секста Помпея. Після Путеольської мирної угоди був відновлений у правах і став прихильником Марка Антонія. У 38 році до н. е. став членом колегії авгурів. Був намісником о. Криту і Кірени у 37—35 роках до н. е. У 32 або на початку 31 року до н. е. перейшов від Антонія у табір Октавіана.
У 30 році до н. е. отримав посаду консула разом з Октавіаном Августом, хоча до цього не займав претури. Після консульства рушив до Македонії і Ахаї як проконсул. Вів там війну проти племені бастарнів, які перейшли Гем і вчинили напад на фракійське плем'я дентелетів, союзників римлян. Красс без бою витіснив їх з зайнятої території, рушив далі і захопив Сегетіку і Мезію, подолавши опір місцевого населення. У Мезії захопив фортецю Ратіарію, завдав поразки бастарнам та особисто вбив їх царя Дельдона. За допомогою гетського царя Рола знищив залишки війська бастарнів, які сховалися у фортеці. Потім повернувся до своєї провінції, по дорозі піддаючись нападам фракійців.
У 28 році бастарни знову напали на дентелетів, але Красс завдав їм чергової поразки і уклав мир на своїх умовах, потім звернувся проти фракійців, які раніше перешкоджали його поверненню з Мезії — підкорив медів і сердів, а згодом підкорив усю Фракію за винятком території одрісків. Надав допомогу Ролу, царя дружнього гетського племені, проти Дапіга, іншого вождя гетів. Завдав низку поразок ворогам й відтіснив за Дунай ще одного гетського царя Зиракса. Марк Ліциній захопив фортецю Генуклу, де зберігалися прапори, захоплені бастарнами у Гая Антонія. Придушив повстання мезів. За ці звитяги у 27 році до н. е. Красс отримав тріумф, а проте не отримав титул імператора і не міг посвятити храму Юпітера Феретрія обладунки вбитого ним вождя, під тим приводом, що не мав власного імперія і воював під ауспіцієм Августа.

## Родина
- Марк Ліциній Красс Фругі, консул 14 року до н. е.